# Deen Castronovo
Deen Castronovo (Westminster, 17 agosto 1964) è un batterista statunitense noto per la sua militanza nel gruppo rock Journey.

## Biografia
Nasce il 17 agosto 1964 a Westminster (California). I suoi nonni paterni erano di origini italiane, provenivano da Bagheria, in provincia di Palermo. Impugna le bacchette per la prima volta all'età di 5 anni ed i suoi primi punti di riferimento musicali sono Peter Criss, Tommy Aldridge, Bill Ward e Neil Peart. Grazie all'incoraggiamento ed al grande supporto dei genitori (in particolare della madre), Deen, a soli 16 anni, entra a far parte dei The Enemy e fa da spalla in tour ad un gruppo già affermato, i Blue Öyster Cult.
Il gruppo inizia ad acquistare notorietà e viene notato da Matt McCourt che, rimasto affascinato dallo stile musicale di Castronovo, gli propone di entrare nella sua band in fase di formazione; nacquero così, nel 1983, i Wild Dogs, primo vero gruppo del batterista californiano. Il gruppo incide tre dischi (più un album da solista di McCourt "Dr. Mastermind") dopo di che la band si scioglie.
Siamo a metà degli anni ottanta ed iniziano ad affacciarsi alle luci della ribalta i primi chitarristi metal "virtuosi" (Yngwie Malmsteen e Steve Vai, tanto per citare alcuni nomi); proprio in quel periodo (1987) Deen viene ingaggiato da Tony MacAlpine, chitarrista e, anche, virtuoso di tastiere e pianoforte, per incidere "Maximum Security" (nel 1994 pubblicheranno assieme anche "Premonition").
Nel 1988 Castronovo viene reclutato da due chitarristi che lavoravano in coppia nella band Cacophony; sono Marty Friedman e Jason Becker. incidendo solamente il disco "Go Off!". Friedman lo vorrà con sé anche nel suo album solista: Dragon's Kiss (1988). Sul finire degli anni ottanta, tramite Tony MacAlpine, Deen conosce il chitarrista Neal Schon ed entra a far parte dei Bad English. Lo stile della band, essendo un Hard rock/AOR commerciale, pone dei limiti alla sua grande tecnica (specialmente con la doppia cassa). Vengono pubblicati solo due album (l'omonimo "Bad English" e "Backlash") dopo di che la band si scioglie.
Nel 1990 pubblica il suo video-metodo di batteria High Performance Drumming (attualmente, fuori commercio) dove illustra il suo stile e spiega degli esercizi specifici per lo sviluppo tecnico della doppia cassa. Nello stesso anno partecipa alla lavorazione di "Infra-Blue" di Joey Tafolla, un album di guitar shreed che mescola Heavy metal con Blues, Funk e Fusion. Quest'album mostra un nuovo aspetto dello stile di Castronovo, meno presenza di doppia cassa e più spazio alle dinamiche.
Sul finire del 1994 arriva l'offerta dal chitarrista virtuoso per eccellenza Steve Vai. Con Vai pubblica ben 5 album (tra cui spicca Alien Love Secrets, uno dei più importanti della discografia del chitarrista). È un periodo molto prolifico per Castronovo e viene anche contattato anche da James Murphy (ex chitarrista di Death, Disincarnate, Obituary e altri gruppi) per l'incisione di Convergence (1996) e Feeding The Machine (1999).
Sempre in questo periodo, Deen realizzò uno dei suoi sogni nel cassetto. Venne, infatti chiamato da Ozzy Osbourne, un suo mito da quando era ragazzino e viene dato alle stampe "Ozzmosis" nel 1995. Ma questa esperienza non durò molto. Dopo un solo mese di tour Ozzy decide di licenziarlo (anche se in realtà il tutto venne deciso dalla moglie Sharon, il vero manager del gruppo) reputandolo un buon batterista in studio ma mediocre dal vivo.
Per Deen fu un duro colpo ma, allo stesso tempo, ne uscì contento. Dopo di che viene chiamato dal rocker emiliano Vasco Rossi. In un primo momento il batterista non era intenzionato ad accettare, convincendosi però in un secondo tempo. Con il "Blasco" intraprende il Nessun pericolo...per te tour ed è per lui un'esperienza indimenticabile. Ha anche l'opportunità di conoscere i chitarristi di Vasco, Nando Bonini con il quale registra il cd TATANAAKOO nel 1996 e Stef Burns, con il quale inciderà "Swamp Tea" (1999)
L'attività di Castronovo continua senza interruzioni con collaborazioni del calibro di George Bellas, Ted Nugent, Hardline, Paul Rodgers, Geezer Butler ed altri. Attualmente è impegnato con i Journey, assieme a Neal Schon.

## Set-up
Batterie DW
Collector's Series Maple Drums in Solid Yellow Lacquer with Chrome Hardware
- Cassa 18x22"
- Cassa 18x22"
- Woofer 8x22"
- Woofer 8x22"
- Rullante Edge 6x14"
- Tom 8x8"
- Tom 9x10"
- Tom 10x12"
- Tom 11x14"
- Timpano 14x16"
- Timpano 14x18"
- Gong drum 16x21"

Piatti Zildjian
- 15" A Mastersound Hi-hat
- 12" Oriental China Trash
- 10" A Splash
- 17" K Custom Dark Crash
- 17" A Custom Projection Crash
- 8" K Splash
- 20" Oriental China Trash
- 10" K Splash
- 19" A Medium-Thin Crash
- 18" A Custom Projection Crash
- 20" Oriental China Trash
- 9.5" Zil Bel
- 24" A Medium Ride
- 20" A Medium-Thin Crash
- 20" A Medium Ride
- 18" K Dark Crash Medium-Thin

Pelli Evans
- BD22G2 - 22" G2 Clear
- BD22RB - 22" EQ3 Resonant Black
- EQPAF1 - AF Patch - Kevlar Single Pedal
- B14G1RD - 14" Power Center Reverse Dot
- S14H30 - 14" Hazy 300
- B1420 - 14" Blasters series Snare - 20 Strand
- B12G2 - 12" G2 Coated
- TT12G1 - 12" G1 Clear
- DADK - Magnetic Head Key
- RF12G - 12" Speed Pad

Bacchette Regal Tip
- 7B (lunghezza: 16 1/2" | diametro: 0.600")

Hardware DW
- 9000 Bass Drum Pedal
- 9000 Bass Drum Pedal
- 5500TD Hi-Hat Stand
- 5500TD Hi-Hat Stand
- 5502LB-8 Remote Hi-Hat Stand
- 9210 C-Hat
- 9212 Boom C-Hat
- 9300 Snare Drum Stand
- 9300 Snare Drum Stand
- 9700 Straight/Boom Cymbal Stand
- 9700 Straight/Boom Cymbal Stand
- 9700 Straight/Boom Cymbal Stand
- 9700 Straight/Boom Cymbal Stand
- 9700 Straight/Boom Cymbal Stand
- 9799 Double Cymbal Stand
- 9799 Double Cymbal Stand
- 9799 Double Cymbal Stand
- 9934 Double Tom/Cymbal Stand
- 9934 Double Tom/Cymbal Stand
- 9934 Double Tom/Cymbal Stand
- 9999 Tom/Cymbal Stand
- 9999 Tom/Cymbal Stand
- 9999 Tom/Cymbal Stand
- TAMC Mic Holder
- 9100 Drum Throne

## Discografia
Con i Wild Dogs
- 1983 - Wild Dogs
- 1984 - Man's Best Friend
- 1987 - Reign Of Terror

Con Tony MacAlpine
- 1987 - Maximum Security
- 1994 - Premonition

Con i Bad English
- 1989 - Bad English
- 1991 - Backlash

Con Geezer Butler
- 1995 - Plastic Planet
- 1997 - Black Science

Con Steve Vai
- 1995 - Alien Love Secrets
- 1996 - Fire Garden
- 1998 - Flex-Able Leftovers
- 2000 - The 7th Song
- 2003 - Mystery Tracks - Archives Vol.3

Con George Bellas
- 1997 - Turn Of The Millennium
- 1998 - Mind Over Matter

Con James Murphy
- 1996 - Convergence
- 1999 - Feeding The Machine

Con Paul Rodgers
- 1993 - Hendrix Set
- 1994 - Smoke On The Water - Deep Purple Tribute
- 1996 - Working Man - Rush Tribute

Con i Journey
- 2000 - Arrival
- 2002 - Red 13
- 2005 - Generations
- 2008 - Revelation
- 2011 - Eclipse
- 2022 - Freedom'

Altri
- 1986 - Dr. Mastermind - Dr. Mastermind
- 1988 - Cacophony - Go Off!
- 1988 - Marty Friedman - Dragon's Kiss
- 1989 - Neal Schon - Late Night
- 1990 - Joey Tafolla - Infra-Blue
- 1992 - Hardline - Double Eclipse
- 1995 - Frederiksen/Philips - Frederiksen/Philips
- 1995 - Ozzy Osbourne - Ozzmosis
- 1996 - Nando Bonini - Tataanaakoo
- 1998 - Hole - Celebrity Skin (non accreditato)
- 1999 - Stef Burns - Swamp Tea

 Album tributo 
- 1994 - Smoke on the Water: a Tribute to Deep Purple